# Akaigawa, Hokkaidō
Akaigawa (赤井川村 Akaigawa-mura) là một ngôi làng thuộc huyện Yoichi, phó tỉnh Shiribeshi, Hokkaidō, Nhật Bản. Tính đến ngày 1 tháng 10 năm 2020, dân số ước tính ngôi làng là 1.165 người và mật độ dân số là 4,2 người/km2. Tổng diện tích ngôi làng là 280.11 km2.